# Cedar Point
För andra betydelser, se Cedar Point (olika betydelser).
Cedar Point är en 1,5 km² stor nöjespark belägen vid Sandusky, Ohio i USA, på en stor udde som sträcker sig ut i Eriesjön. Den är världens största nöjespark räknat efter antal attraktioner, varvid 16 av de 72 attraktionerna är berg- och dalbanor, och en av dessa, Top Thrill Dragster, är en av världens högsta och snabbaste berg- och dalbanor. Parken har dessutom en lång vit sandstrand, ett badland (Soak City), två marinor, flera hotell, och en "Challenge Park" inkluderat aktiviteter såsom go-cart och minigolf. Under det kända namnet America's Roller Coast har Cedar Point blivit utsedd till den bästa nöjesparken i världen av tidskriften Amusement Today 16 år i rad.
Parken öppnade 1870 och är därför den näst äldsta nöjesparken i Nordamerika efter Lake Compounce. Cedar Point är chefsfartyget för Cedar Fair, L.P. amusement park company och var, tillsammans med Valleyfair!, en av de första nöjesparkena i företaget.
Cedar Point slår upp portarna tidigt i maj varje år och har öppet alla dagar fram till Labor Day, därefter har parken öppet i åtta helger innan den stängs för säsongen. Enligt tidsplanen ska Cedar Point öppnas på lördagen den 12 maj för 2007 års säsong.

## Historia
På 1860-talet, under Amerikanska inbördeskriget, användes området runt spetsen till halvön nära Johnson's Island som lager för artielleripjäser. När kriget tog slut, började Cedar Point sin roll som sommarpicknickområde, och 1870 byggdes den riktiga parken.

### Boeckling era

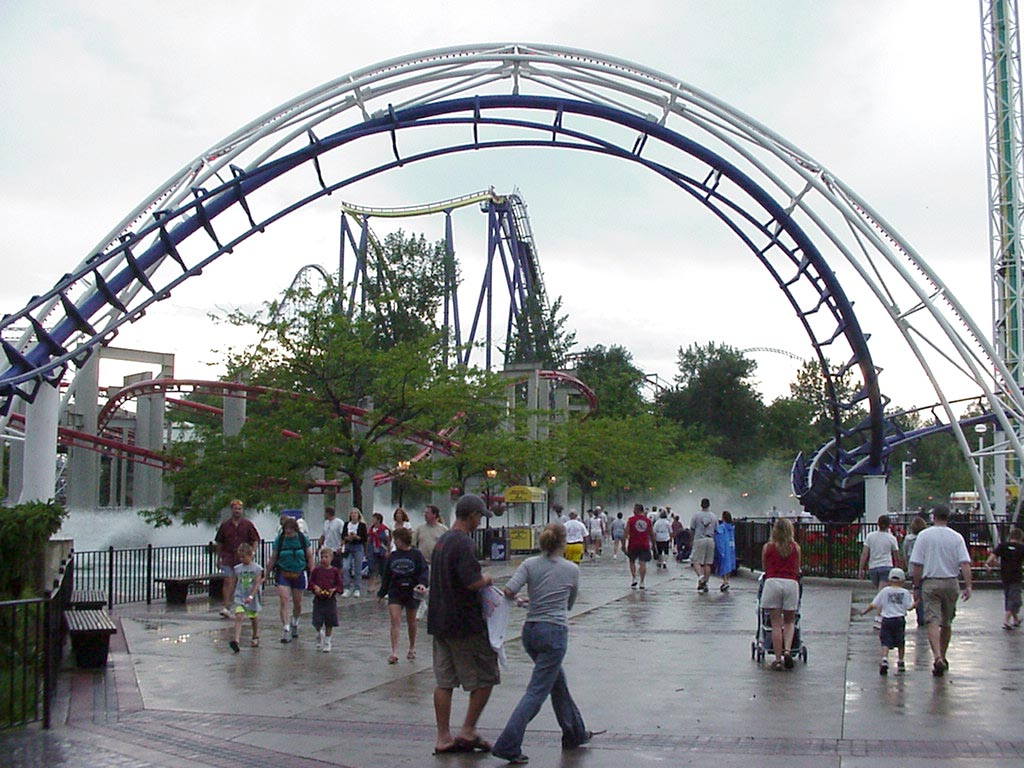
Inuti Cedar Point med Corkscrew i förgrunden.

Vid sekelskiftet till 1900 expanderade affärsmannen George Arthur Boeckling parken genom att plantera blomsterträdgårdar, tillfoga attraktioner, konstruera laguner och öppna flera hotell inkluderat Hotel Breakers som finns än i dag.
Cedar Point fortsatte att växa under resten av århundradet och invigde en hel drös av nya attraktioner och berg- och dalbanor. 1929 byggdes The Cedar Point Cyclone av den legendariske konstruktören Harry Traver. Parken blev allt populärare, men när den stora depressionen kom hade den en ogynnsam effekt på Cedar Point, och parken återhämtade sig inte helt förrän på 1950-talet då parken blev uppköpt av affärsmännen George Roose och Emile Legros. Kort efter köpet planerade Roose och Legros att riva den existerande parken och istället bygga ett bostadsområde. Utifrån dessa tankar byggde de en småbåtshamn och en väg som sträckte sig från nöjesparkområdet till Sandusky. När medborgarna i Sandusky fick reda på Roose och Legros planer skrev de förtvivlade brev till guvernören av Ohio och försökte få honom att ingripa. Kombinationen av folkets uppror och den plötsliga populariteten hos Disneyland i Kalifornien ledde till att Roose och Legro lade ner sina rivningsplaner. Istället meddelade de sina nya planer om att förvandla Cedar Point till Mellanvästerns Disneyland.

### Modern era

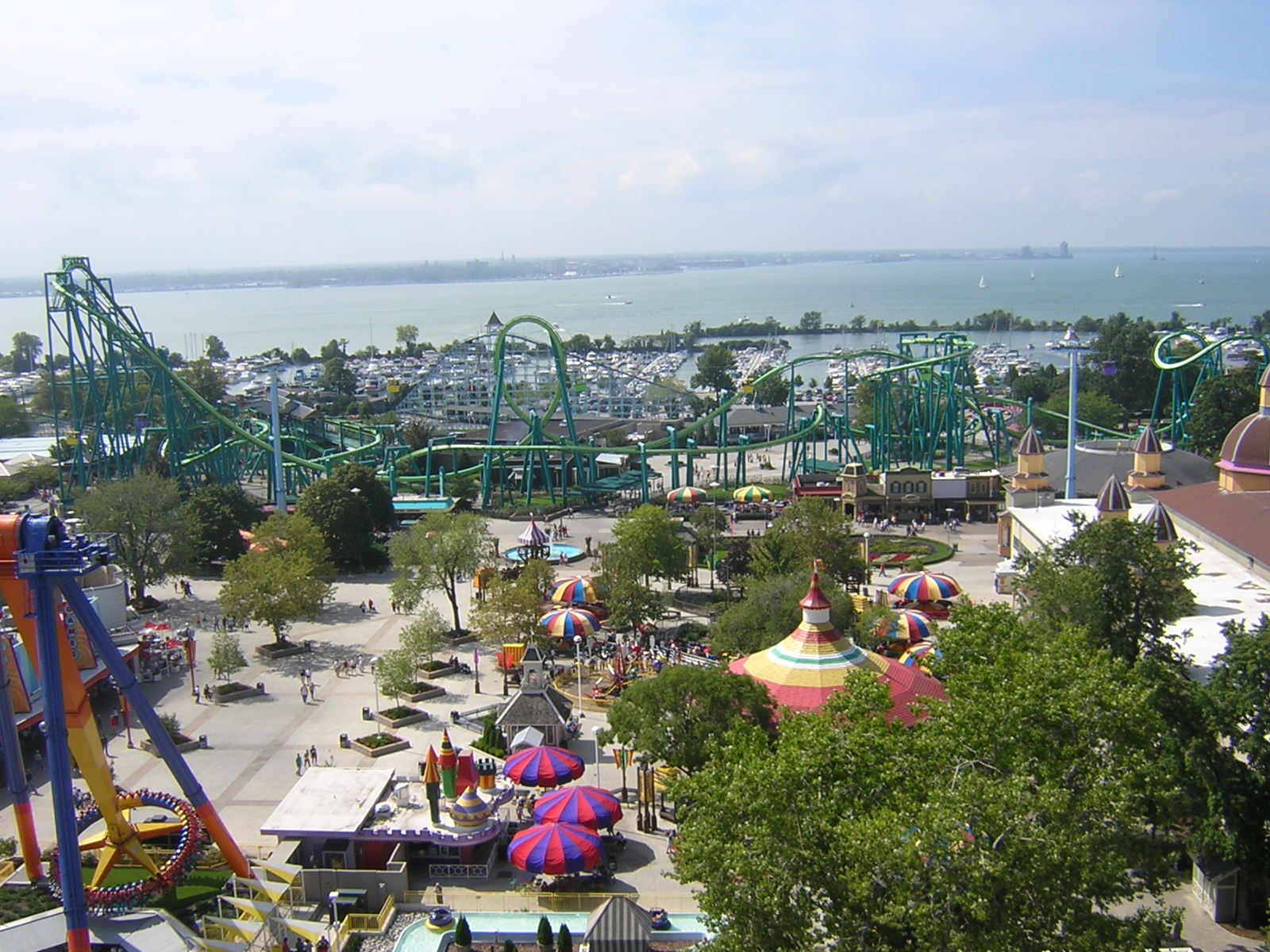
Raptor (östra sidan av parken).

Parken fortsatte att breda ut sig under de närmaste 50 åren. Många av dess berg-och-dal-banor satte rekord när de invigdes och tillförde ofta något nytt. Blue Streak, en berg-och-dal-bana i trä och den äldsta som fortfarande fungerar i parken öppnade 1964, och har skänkt över 54 miljoner turer. Cedar Creek Mine Ride som öppnade 1969 var en av de allra första "mine train style roller coasters", och en av de första stål-berg- och dalbanorna. 1976 blev Corkscrew den första berg- och dalbanan som vände sina passagerare upp-och-ner tre gånger. 1978 debuterade Gemini som den högsta, snabbaste och brantaste berg- och dalbanan på Jorden. 1989 tog Magnum XL-200, konstruerad av Arrow Dynamics, över rollen som den högsta, snabbaste och brantaste existerande berg- och dalbanan, likväl som att bli den första berg- och dalbanan över 200 fot (60 meter). 1991 blev Mean Streak den högsta och snabbaste berg- och dalbanan i trä.
Raptor, konstruerad av Bolliger & Mabillard, öppnade 1994 som den högsta, snabbaste och längsta inverterade berg- och dalbanan med de mest inverterade momenten. Mantis, också tillverkad av Bolliger & Mabillard, öppnade 1996 som den högsta, snabbaste och längsta stå-upp-berg- och dalbanan. 2000 släppte Cedar Point och Intamin AG lös Millennium Force, som på den tiden var världens högsta och snabbaste berg- och dalbana med sina över 300 fot (90 meter) och nästan 150 km/h. Millennium Force är fortfarande rankad som en av de bästa berg- och dalbanorna i världen. Cedar Point fortsatte att hålla sin rekordsprängningstradition när Top Thrill Dragster öppnade 2003, vars tåg går från 0 till 193 km/h på fyra sekunder.

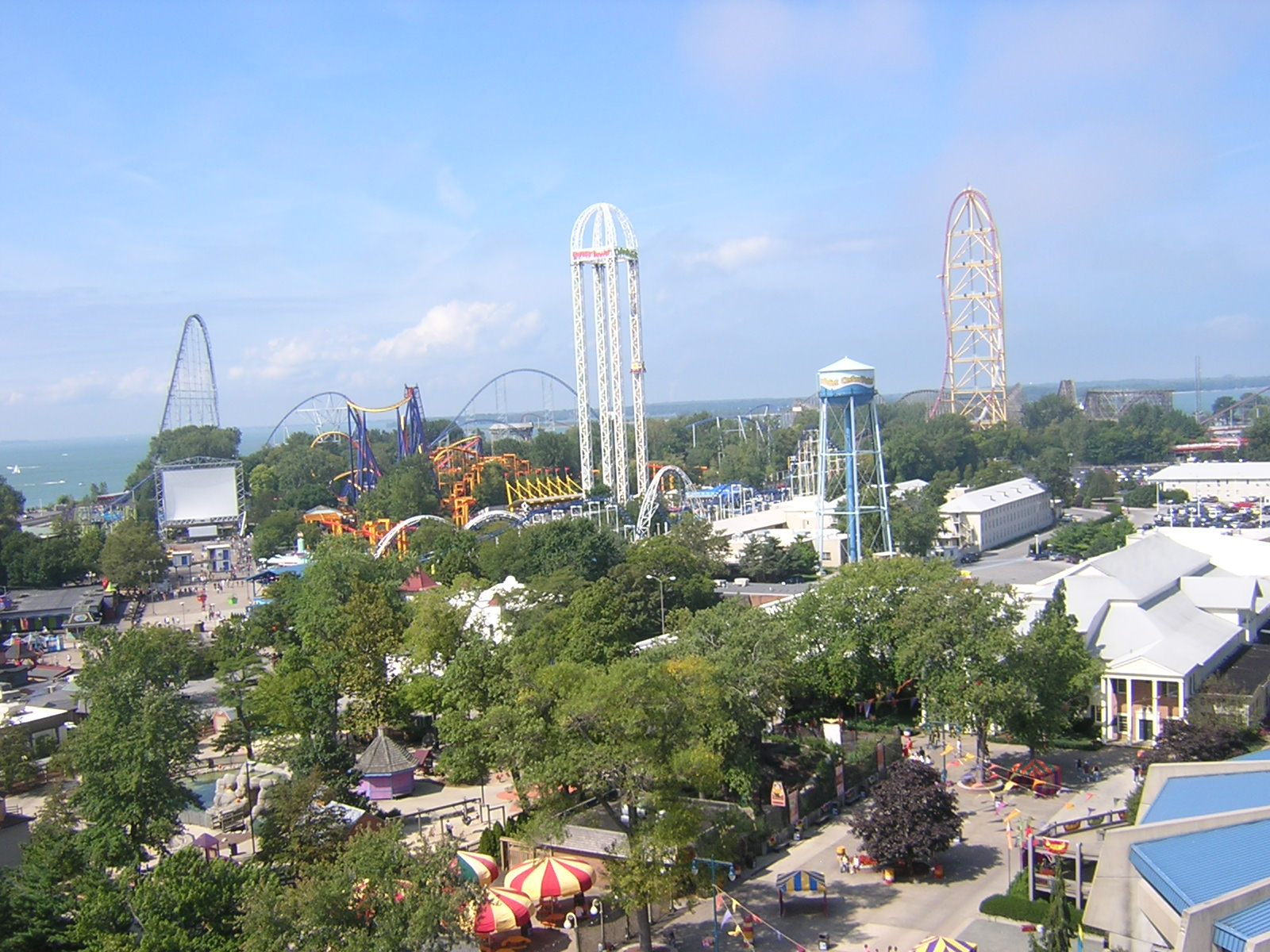
Vy över bakre halvan av parken.

Under åren har Cedar Point utvecklats från att vara en strikt nöjespark till ett vidunderligt semesterparadis som kan skryta med åtskilliga hotell och campingområden. Alltsedan badande vid Eriesjöns strand varit en populär aktivitet för parkens fortsatta existens, har Cedar Point kompletterat med Soak City, ett stort badland beläget vid Magnum XL-200. Badlandet har över 12 vattenrutschbanor, två "störtfloder" där besökare kan flyta på inre rör, två barnpooler, en vuxenavdelning med tillhörande bar, och massor av skugg- och solområden. Inträdet är separat gentemot parkavgiften.
Mellan Soak City och Cedar Point ligger Challenge Park, som har två 18-håliga minigolfbanor, två go-cartbanor, Skyscraper och RipCord, en bungee-inspirerad vild attraktion.

## Nytt för 2007: Maverick
Den 7 september 2006 tillkännagav Cedar Point uppbyggnaden av deras sjuttonde berg- och dalbana, Maverick. Det är en sittande, linjär synkroniserad motordriven berg- och dalbana signerad IntaRide (en amerikansk avdelning för Intamin AG) som är belägen i Frontier Town på White Water Landing's tidigare mark, som revs i oktober 2005. Den kommer att bjuda på en 32 meter hög LSM-driven lyftbacke med 95° lutning (vilket betyder att banan i första backen böjer sig inåt innan den jämnar av), två 360° korkskruvar, tio avvärjningar, en 360° heartline-roll (som innan premiären blev utbytt mot en s-kurva), och en andra LSM-driven del där hastigheten ökar till 112 km/h genom en 121 meter lång tunnel. Tågen kommer att vara färgade i sex olika färger: Silver, mässing, koppar, guld, järn, och kanonmetall.
Mavericks officiella invigning för allmänheten skedde den 26 maj 2007.

## Berg- och dalbanor
Det finns som sagt 16 berg- och dalbanor på Cedar Point. Den äldsta av dessa, trä-berg- och dalbanan Blue Streak, som byggdes 1964 har farit över 54 miljoner turer. Det senaste tillskottet, GateKeeper, är en så kallad "Wing Coaster" vilket innebär att man åker på sidorna av spåret. När GateKeeper öppnade så var den världens högsta, snabbaste och längsta Wing Coaster.
Bland de övriga fartvidundren märks bland annat den skyhöga Millennium Force, hyperfuturistiska Magnum XL-200 och urtidsodjuret Raptor.
| - Blue Streak - Cedar Creek Mine Ride - Corkscrew - Gemini - Iron Dragon - Wilderness Run - Magnum XL-200 - Rougarou | - Maverick - Steel Vengeance - Millennium Force - Raptor - Top Thrill Dragster - Wicked Twister - Woodstock Express - GateKeeper |

## Vilda attraktioner
| - Windseeker - En 90 m hög slänggunga - Dodgem - Radiobilar - maXair - En stor svingande frisbee - Ocean Motion - Piratskepp - Power Tower - En kombination av fyra fritt fall - Skyhawk - Screamin' Swing, se engelska Wikipedia - Troika - En slags karusell - Witches' Wheel - Enterprise, se engelska Wikipedia |

## Vattenattraktioner
| - Snake River Falls - Vattenbana - Thunder Canyon - Forsränning - Shoot The Rapids - Vattenbana |

## Familjeattraktioner
| - Antique Cars - Cadillac Cars - Calypso - Cedar Downs Racing Derby - Cedar Point & Lake Erie Railroad | - Giant Wheel - Kiddy Kingdom Carousel - Matterhorn - Midway Carousel - Monster | - Paddlewheel Excursions - Scrambler - Sky Ride - Pipe Scream - Lake Erie Eagles | - Super Himalaya - Tilt a Whirl - Turnpike Cars - Wave Swinger |

## Barnattraktioner
| - 4x4's - Balloon Race - Bumper Boats - Camp Bus - Dune Buggies | - Frog Hopper - Helicopters - Hot Rods - Krazy Kars - Lolli Swing | - Motorcycles - Mustangs - Old Timers - Peanuts 500 | - Peanuts Express - Police Cars - Red Baron - Rock Spin & Turn | - Roto Whip - Sir Rub-a-Dub's Tubs - Sky Fighters - Space Age |

## Priser och utmärkelser
Cedar Point har blivit utsedd till den bästa nöjesparken i världen av Amusement Today 16 år i rad. Parken har även några av världens bästa berg- och dalbanor och åkattraktioner.

### Berg- och dalbanornas högsta rang
Följande berg- och dalbanor blev rankade av Amusement Today.
| - Millennium Force - 1:a plats - Magnum XL-200 - 3:e plats - Top Thrill Dragster - 10:e plats - Raptor - 13:e plats |